# Macerata Campania
Macerata Campania é uma comuna italiana da região da Campania, província de Caserta, com cerca de 10.124 habitantes. Estende-se por uma área de 7 km², tendo uma densidade populacional de 1446 hab/km². Faz fronteira com Casagiove, Casapulla, Curti, Marcianise, Portico di Caserta, Recale, Santa Maria Capua Vetere.

## Demografia
| Variação demográfica do município entre 1861 e 2011                               |
|                                                                                   |
| Fonte: Istituto Nazionale di Statistica (ISTAT) - Elaboração gráfica da Wikipedia |